# Беляев, Иван Потапович

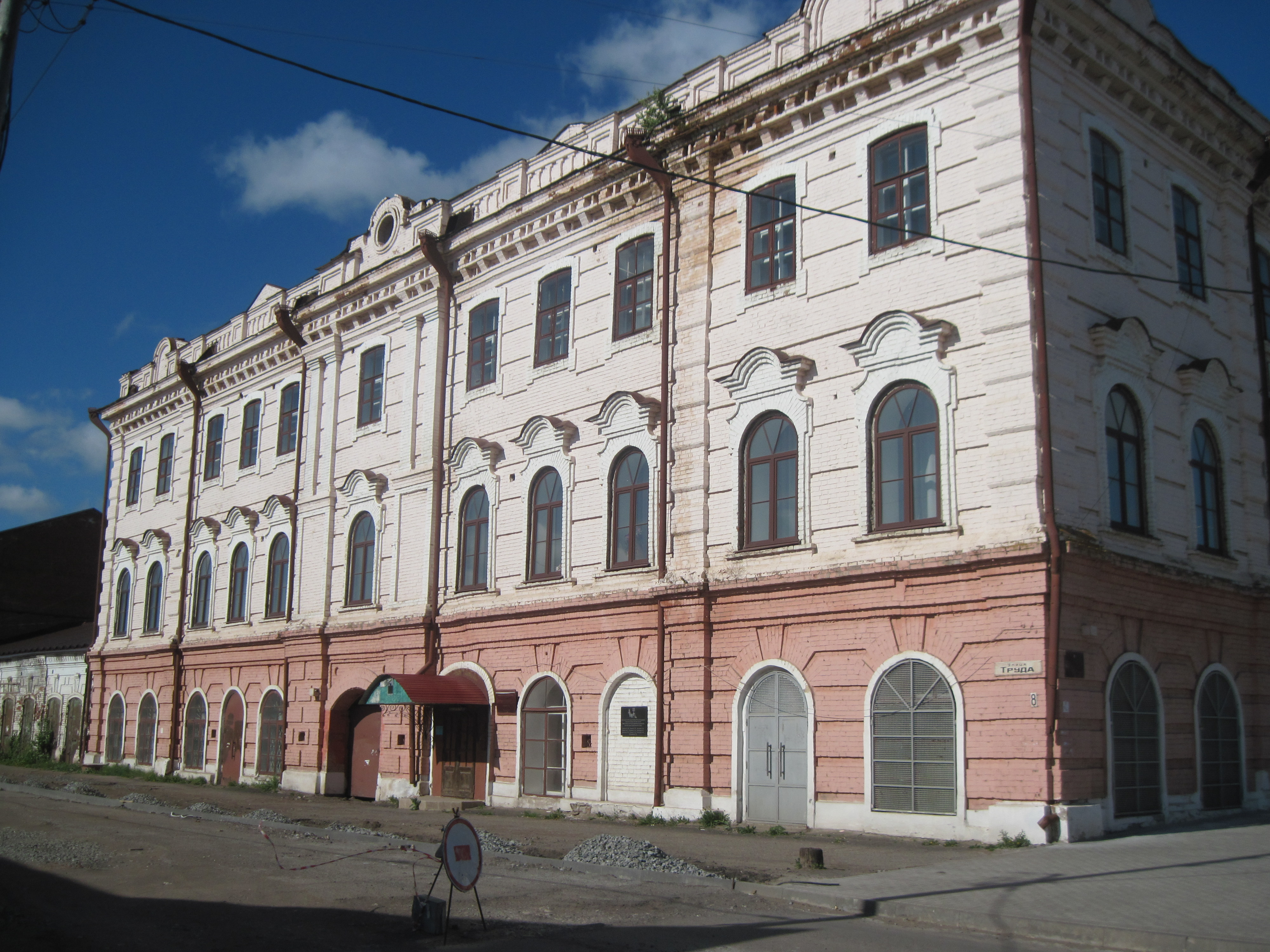
Бывшее Смоленское военное пехотное училище, Удмуртская Республика, город Сарапул, ул.Труда, 8; видна мемориальная доска.

Иван Потапович Беляев (12 января 1924, Белозерский уезд, Череповецкая губерния — 19 февраля 1973, Горький) — капитан Советской Армии, участник Великой Отечественной войны, Герой Советского Союза (1945).

## Биография
Иван Потапович Беляев родился 12 января 1924 года в крестьянской семье в деревне Лухцы Мишутинской волости Белозерского уезда Череповецкой губернии, ныне деревня не существует, территория входит в Бабаевский муниципальный округ Вологодской области.
В 1937 году окончил шесть классов школы, после чего переехал вместе с семьёй в деревню Ройка Кстовского района Горьковской области. Ещё год проучившись в школе, поступил в школу фабрично-заводского ученичества. Окончив училище, работал помощником мастера на Сормовском судоремонтном заводе.
В июне 1941 года Беляев был призван на службу в Рабоче-крестьянскую Красную Армию. В декабре 1941 года он окончил Смоленское военное пехотное училище. С января 1942 года — на фронтах Великой Отечественной войны. Принимал участие в боях Волховского фронта в Новгородской области во время неудачной попытки прорыва блокады Ленинграда, сражался в окружении в районе Спасская Полисть — Апраксин Бор — Мясной Бор — Любань. В апреле 1943 года вновь вернулся на фронт. Участвовал в боях на Центральном, Белорусском, 1-м и 2-м Белорусском фронтах. Принимал участие в битве на Курской дуге, форсировании Десны, Сожа и Днепра, Речицкой операции, освобождении Белоруссии (Бобруйск, Барановичи, Слоним), форсировании Южного Буга и Нарева.
В 1944 году вступил в ВКП(б), в 1952 году партия переименована в КПСС.
Участвовал в освобождении Польши и Восточно-Прусской операции. За годы войны трижды был тяжело ранен.
К сентябрю 1944 года лейтенант Иван Беляев командовал пулемётной ротой 685-го стрелкового полка 193-й стрелковой дивизии 65-й армии 1-го Белорусского фронта. Отличился во время освобождения Польши. 5-15 сентября 1944 года в районе населённого пункта Гзово в 11 километрах к северу от города Сероцк рота Беляева форсировала Нарев, закрепилась на плацдарме, отразила контратаки немецких подразделений и прикрывала переправу подразделений полка. За десять дней боёв Беляев лично уничтожил около 50 немецких солдат и офицеров, а также подбил гранатами восемь вражеских танков. В бою был ранен, но поля боя не покинул.
Указом Президиума Верховного Совета СССР от 24 марта 1945 года за «образцовое выполнение боевых заданий командования на фронте борьбы с немецко-фашистскими захватчиками и проявленные при этом мужество и героизм» лейтенант Иван Беляев был удостоен высокого звания Героя Советского Союза с вручением ордена Ленина и медали «Золотая Звезда» за номером 7231.
После выписки из госпиталя в апреле 1945 года был назначен помощником военного коменданта железнодорожной станции «Горький». В 1946 году в звании капитана Беляев был уволен в запас. В 1948 году он окончил Горьковский автотранспортный техникум, а в 1962 году — политехнический институт. В 1959—1973 годах работал в органах государственной безопасности.
Иван Потапович Беляев скончался 19 февраля 1973 года в городе Горьком Горьковской области, ныне город Нижний Новгород — административный центр Нижегородской области. Похоронен на нижегородском Бугровском кладбище (уч. 8).

## Награды
Был также награждён орденами Суворова 3-й степени и Красной Звезды, а также рядом медалей. 

## Память
- В честь Героя Советского Союза Ивана Беляева назван грузовой теплоход на Волге.
- На здании автотранспортного техникума, где учился Беляев, установлена мемориальная доска[1].
- Упомянут на мемориальной доске, установленной на главном корпусе Сарапульского политехнического института (филиала) федерального государственного бюджетного образовательного учреждения высшего образования «Ижевский государственный технический университет имени М.Т. Калашникова». Установлена в 2010 году с 4 фамилиями: Антонов Константин Михайлович, Митькин Борис Викторович, Спицын Спиридон Матвеевич, Теплоухов Михаил Сергеевич[2]; в 2014 году обновлена, стало 10 героев, добавились: Беляев Иван Потапович, Волошин Михаил Евстафьевич, Иванов Михаил Романович, Коновалов Алексей Дмитриевич, Максимов Иван Тихонович, Половинкин Василий Васильевич[3]. Удмуртская Республика, город Сарапул, ул.Труда, 8 — 56°28′35″ с. ш. 53°49′14″ в. д.HGЯO